# Toyman
Pour le personnage de la série télévisée Smallville, voir Winslow Schott.
Toyman est un super-vilain créé par Don Cameron et Ed Dobrotka dans Action Comics #64 en septembre 1943, bande dessinée publiée par DC Comics. Il est parfois appelé Winslow Schott, Jack Nimball ou Hiro Okamura.
Il y a eu de nombreux personnages, ennemi de Superman, qui ont eu l'identité de Toyman.

## Autres médias
- Superman, l'Ange de Metropolis (Superman, Alan Burnett, Paul Dini, Bruce Timm, 1996-2000) avec  Bud Cort (VF : Vincent Ropion puis Philippe Peythieu)
- La Ligue des justiciers (Justice League puis Justice League Unlimited, 91 épisodes, Paul Dini, Bruce Timm, 2001-2006) avec Corey Burton puis Bud Cort (VF : Roland Timsit)
- Static Choc (Static Shock, Dwayne McDuffie, 2000-2004) avec Bud Cort
- Batman (The Batman, Duane Capizzi, Michael Goguen, 2004-2008) avec Richard Green (VF : Marc Perez)
- Young Justice (Greg Weisman, Brandon Vietti, 2010) avec Cameron Bowen (VF : Mark Lesser)
- La Ligue des justiciers : Action (Gardner Fox et Mike Sekowsky, 2016-2018), interprété par Ken Jeong (VF : Mark Lesser)
- Les Aventures de la Ligue des justiciers : Piège temporel (VF : Mark Lesser ; VO : Tom Gibis).
- Loïs et Clark : Les Nouvelles Aventures de Superman, série télévisée, (Saison 2, Épisode 9) Joyeux Noël (Season's Greedings) joué par Sherman Hemsley.
- Smallville, série télévisée, Winslow Schott est interprété par Chris Gauthier.
- Superman : Le Crépuscule d'un dieu (Superman: Doomsday, 2007), film d'animation, la voix est doublée par John DiMaggio.
- Toyman est un personnage du jeu DC Universe Online.
- Supergirl, série télévisée, Winslow Schott Jr., sous les traits de Jeremy Jordan, apparait comme étant l'ami de Kara. Plus tard, son père, Winslow Schott Sr. alias Toyman interprété par Henry Czerny, apparaît dans la série. Il apparaît aussi dans la série Flash.